# Dasypogon atratus
Dasypogon atratus là một loài ruồi trong họ Asilidae. Dasypogon atratus được Fabricius miêu tả năm 1794.